# Ławr (Szkurła)
Ławr, imię świeckie Wasilij Michajłowicz Szkurła (ur. 1 stycznia 1928 w Ladomirovej, zm. 16 marca 2008 w Jordanville) – biskup Rosyjskiego Kościoła Prawosławnego poza granicami Rosji, od października 2001 jako pierwszy hierarcha z tytułem biskupa wschodnioamerykańskiego i nowojorskiego. 
17 maja 2007 jako przedstawiciel podległych mu struktur wziął udział w uroczystościach zjednoczenia Rosyjskiego Kościoła Prawosławnego poza granicami Rosji z patriarchatem moskiewskim, w rezultacie czego został również członkiem soboru biskupów Rosyjskiego Kościoła Prawosławnego. 

## Życiorys
Urodził się w głęboko religijnej chłopskiej rodzinie rusińskiej. Mając 11 lat zgłosił się, za zgodą ojca, do przełożonego monasteru św. Hioba Poczajowskiego w rodzinnej miejscowości, z prośbą o przyjęcie jako nowicjusz. Zamieszkał w monasterze, jednak ze względu na brak wykształcenia nie mógł złożyć ślubów i zostać formalnie członkiem wspólnoty. Przełożonym klasztoru był późniejszy biskup Rosyjskiego Kościoła Prawosławnego poza granicami Rosji, Witalis (Maksimienko). W 1944, uciekając przed Armią Czerwoną, Wasilij razem z mnichami udał się do Bratysławy, a stamtąd do Niemiec i Szwajcarii, a następnie do Jordanville w USA. Otrzymał obywatelstwo amerykańskie i w 1948 złożył śluby zakonne w monasterze Trójcy Świętej w Jordanville.
27 czerwca 1954 otrzymał święcenia kapłańskie po ukończeniu seminarium duchownego Św. Trójcy w Jordanville, gdzie zaczął prowadzić wykłady z dziedziny patrologii i Starego Testamentu. W 1966 otrzymał godność archimandryty. W 1967 został biskupem Manhattanu, w 1976 wspólnota zakonników monasteru Św. Trójcy wybrała go nowym przełożonym, które stanowisko łączył z katedrą biskupa troicko-syrakuskiego. 20 października 1981 Synod Biskupów Rosyjskiego Kościoła Prawosławnego poza granicami Rosji podniósł go do godności arcybiskupa i nadał prawo noszenia brylantowego krzyża na kłobuku. 
W 2001 otrzymał tytuł pierwszego hierarchy Rosyjskiego Kościoła Prawosławnego poza granicami Rosji razem z urzędem metropolity wschodnioamerykańskiego i nowojorskiego po odejściu na emeryturę metropolity Witalisa. Na zaproszenie patriarchy Moskwy Aleksego II i prezydenta Federacji Rosyjskiej Władimira Putina podjął rozmowy z patriarchą Moskwy w sprawie zjednoczenia obydwu struktur kościelnych. 17 maja 2007 po uroczystym nabożeństwie w soborze Chrystusa Zbawiciela w Moskwie podpisał akt zjednoczenia obydwu Cerkwi.
Zmarł w monasterze Św. Trójcy w Jordanville 16 marca 2008 i został w nim pochowany.